# Geheebia erosodenticulata
Geheebia erosodenticulata là một loài rêu thuộc họ Pottiaceae. Loài này được (Müll. Hal.) J.A. Jiménez & M.J. Cano mô tả khoa học năm 2021.